# ノースロップ・グラマン/ロールス・ロイス WR-21

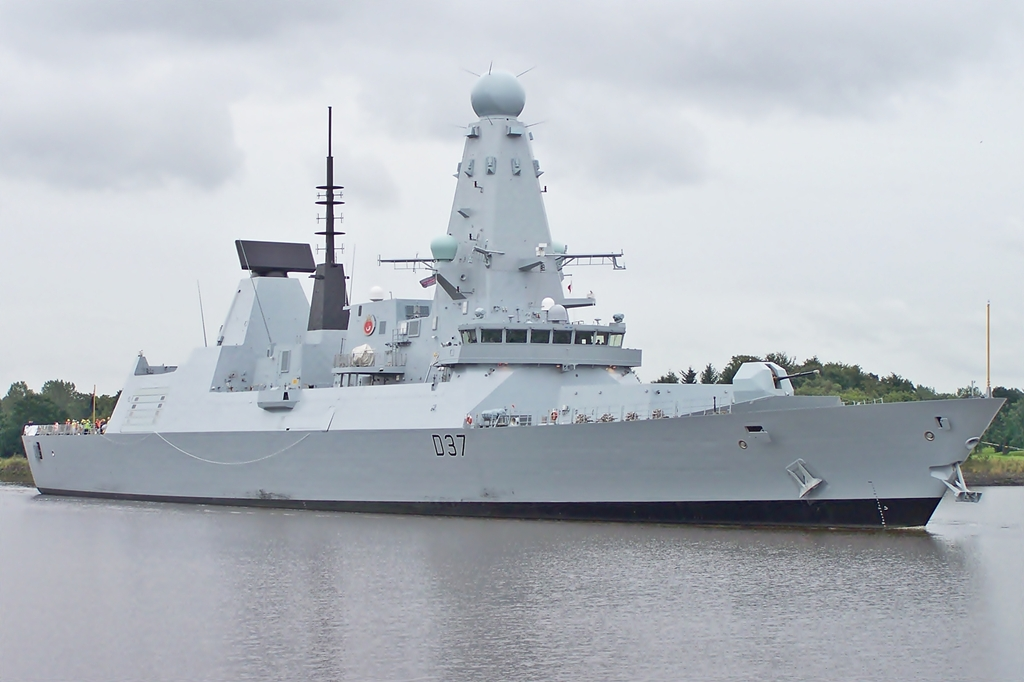
WR-21を動力とするイギリス海軍の45型駆逐艦

WR-21は最新の海軍の戦闘艦用に開発された先進的な船舶用ガスタービンエンジンである。

## 概要
アメリカ、イギリス、フランスの資金拠出により、ノースロップ・グラマンを主契約者として国際共同開発が行われた。タービン本体はロールス・ロイスが主体となり、海上試験等はDCNS、中間冷却器や廃熱再生器およびシステム統合はノースロップ・グラマンが担当した。

## 特徴
WR-21は全運転領域での燃料消費の削減を目的として、中間冷却器や廃熱再生器(ICR)を備えた最初の航空転用型ガスタービンである。通常の運転時における燃料消費の30%の低減がもたらされる予定である。
- 中間冷却器により高圧圧縮機に取り込まれる空気を冷却することで、空気を圧縮するために必要なエネルギーを減らす[2]。
- 廃熱再生器により燃焼室に送る空気を排気で予熱することで、熱効率を高め、燃料消費を低減する[2]。

WR-21は成功したロールス・ロイスのRB211とトレントファミリーの技術を多く活用している。

## 用途
優れた燃料消費率や省スペース性、運用の柔軟性と、運用者にとって重要な運用経費の削減により発電所やクルーズ客船等他の大型商船への搭載も見込まれる。
現在WR-21を使用する船舶はイギリス海軍の45型駆逐艦のみである。

## 仕様
- 定格出力 25.2 MW
- 燃料消費率 ~190 g/kWh
- 主モジュールの整備重量 45 974 kg
- 3軸式設計
- 6段式中圧圧縮機
- 中間冷却器
- 6段式高圧圧縮機
- 排気熱交換器
- 9個の放射状燃焼室
- 単段式高圧タービン (8100 rev/min)
- 単段式中圧タービン (6200 rev/min)
- 5段式出力タービン (3600 rev/min = 60 Hz)